# ʿAyn
Pour les articles homonymes, voir Ayn.
Ne doit pas être confondu avec Ain.
ʿAyn (en arabe عَيْن, ʿayn, ou simplement ع) est la 18e lettre de l'alphabet arabe, qui correspond à la consonne fricative pharyngale voisée (/ʕ/).
Sa valeur numérique dans la numération abjad est 70.
Son caractère Unicode est 0639.
Sa romanisation utilise habituellement des caractères tels que l'apostrophe culbutée ‹ ʻ › ou le demi-rond gauche supérieur ‹ ʿ ›, ou plus rarement l’ej réfléchi ‹ Ɛ › 
ou ‹ Ƹ ›